# 九段坂公園
九段坂公園（くだんざかこうえん）は、東京都千代田区九段南にある総合公園。
靖国通りに隣接し、北の丸公園と千鳥ヶ淵、日本武道館の間にあり、細長い。
財務省旧敷地に1965年（昭和40年）に開園した。
園内には品川弥二郎像や大山巌像がある。
再整備がなされて、2021年土木学会デザイン賞受賞。